# فيستيس مبيوي
فيستيس مبيوي (بالإنجليزية: Festus Mbewe)‏ (1 يونيو 1988 بلوساكا في زامبيا - ) هو لاعب كرة قدم زامبي في مركز الهجوم. شارك مع منتخب زامبيا لكرة القدم. أما مع النوادي، فقد لعب مع نادي نكانا ولمونتفيل غولدن أروز ‏.

## روابط خارجية
- فيستيس مبيوي على موقع قاعدة بيانات كرة القدم.إي يو (الإنجليزية)
- فيستيس مبيوي على موقع ناشيونال فوتبول تيمز (الإنجليزية)
- فيستيس مبيوي على موقع Soccerway.com (الإنجليزية)